# Список умерших в 809 году

## Март
- 24 марта — Харун ар-Рашид (43), арабский халиф из династии Аббасидов (786—809).
- 26 марта — Людгер, католический и православный святой, миссионер в Нидерландах и северной Германии, основатель монастырей и первый епископ Мюнстерского епископства.

## Октябрь
- 18 октября — Гербальд, епископ Льежа (787—809).

## Дата смерти неизвестна или требует уточнения
- Анфуса Омонийская, дочь византийского императора Константина V и его третьей жены Евдокии; святая Православной церкви, почитается в лике преподобных.
- Ауреоло, согласно испанской исторической традиции, первый граф Арагона (между 798 и 802—809).
- Виццо, епископ Трира (804—809).
- Дражко, верховный князь ободритского союза племён (795—809).
- Келлах Тосах, король Уи Хеннселайг (Южного Лейнстера) (793—809).
- Отомо но Отомаро, японский полководец.